# Gerard Bilders
Gerard Bilders, né le 9 décembre 1838 à Utrecht et mort le 8 mars 1865  à Amsterdam, est un peintre et dessinateur néerlandais de l'École de La Haye.

## Biographie

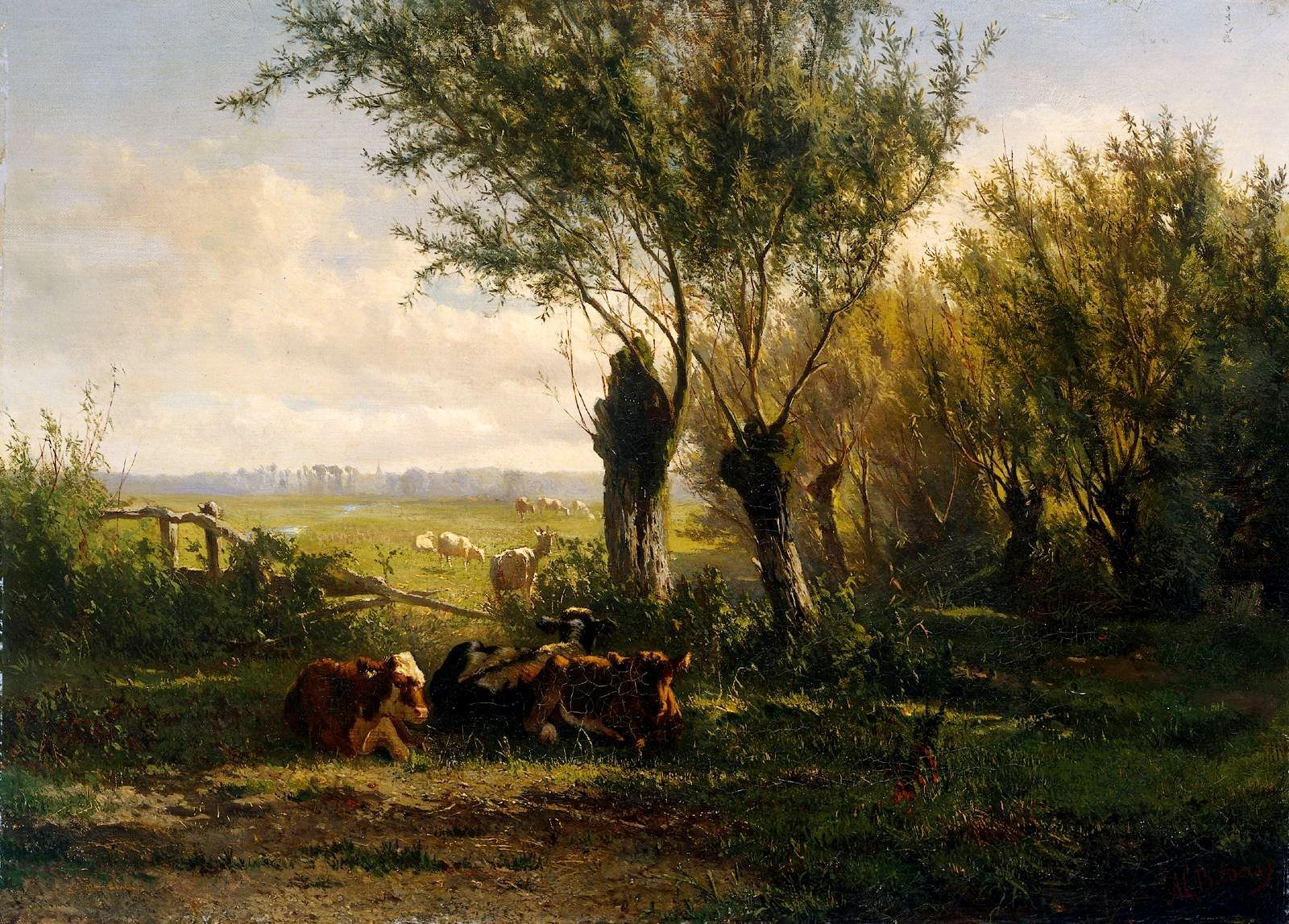
Prairie près d'Oosterbeek, 1860.

Il reçoit ses premières leçons de dessin de son père Johannes Bilders. Sa famille vit à Oosterbeek, un village qui attirera par la suite de nombreux peintres de l'époque. Parti en Suisse, il reçoit l'enseignement du peintre Charles Humbert. Avec Anton Mauve et Paul Gabriël, il se rend souvent à Oosterbeck pour peindre des paysages.